# 山地香茶菜
山地香茶菜（学名：Isodon oresbius）为唇形科香茶菜属下的一个种。也称朴荀儿。